# Samsung Galaxy M22
Samsung Galaxy M22 – smartfon przedsiębiorstwa telekomunikacyjnego Samsung Electronics z serii Galaxy M. Telefon został ogłoszony 14 września 2021 roku. Jest następcą Galaxy M21.
Cena w Polsce wynosiła 999 zł.

## Specyfikacja techniczna[3]

### Wyświetlacz i kamera
Telefon ma wyświetlacz Super AMOLED HD+ (1600 x 720 px) 6,4-calowy odświeżany w 90 Hz. Samsung Galaxy M22 posiada aparaty: główny 48 MP, szerokokątny 8 MP, makro 2 MP i 2 MP do pomiaru głębi. Z przodu telefonu umieszczony jest przedni aparat o rozdzielczości 13 MP z przysłoną f/2.0. Tylne kamery mogą nagrywać wideo do 1080p przy 60 fps.

### Pamięć
Telefon jest wyposażony w 4 GB pamięci RAM oraz 128 GB pamięci wewnętrznej, którą można rozszerzyć za pomocą karty microSD o pojemności do 1 TB.

### Bateria
M22 posiada baterię litowo-polimerową z pojemnością 5000 mAh.

### Oprogramowanie
Galaxy M22 jest wyposażony w system Android 11 i One UI 3.1. z możliwością aktualizacji do Androida 12 i One UI 4.1. Telefon ma również Samsung Knox, który zwiększa bezpieczeństwo systemu i urządzenia.

### Procesor
MediaTek Helio G80 z zegarem procesora 2,0 GHz. Jest on w 12nm procesie litograficznym. Procesor posiada 8 rdzeni oraz układ graficzny Mali-G52 MC2

### Inne informacje
M22 posiada czytnik linii papilarnych zaszyty w przycisku uruchamiania i funkcję rozpoznawania twarzy. Można umieścić w nim dwie karty SIM, w ramach „dual SIM”. Wspiera szybkie ładowanie "Fast Charging" do 25W